# Stenje
Stenje (makedonska: Стење) är en ort i Nordmakedonien. Den ligger i kommunen Resen, i den sydvästra delen av landet, 130 kilometer söder om huvudstaden Skopje. Stenje ligger 851 meter över havet och antalet invånare är 438. Den ligger vid Prespasjön.